# Безымянный (роман)
«Безымя́нный» (фр. L'Innomable, англ. The Innamable) — роман ирландского писателя Сэмюэла Беккета. Написан Беккетом на французском языке, а в 1958 г. переведён им же в сотрудничестве с другим переводчиком на английский. Составляет наряду с романами «Моллой» и «Мэлон умирает» единую трилогию, считающуюся одной из вершин прозаического творчества писателя.

## Персонажи
«Безымянный» — это неподвижный, неспособный пошевелиться, неспособный говорить и неспособный не говорить человек. Сидящий в сером месте, окружённый серостью, он почти ничего не видит, ничего не слышит, ничего не чувствует. Человек, деперсонифицированный до простейшего вида, от которого осталось лишь сознание. Сознание, что он жив или имеет сознание, которое говорит «я», которое ищет себя, ищет то, что такое жизнь.
Однако он «обязан говорить», поэтому он говорит о том, что знает, или скорее о том, чего не знает, о своих сомнениях, о том, что ему говорят его внутренние голоса («они»), рассказывает истории о разных персонажах, с которыми он время от времени себя отождествляет: это Махуд, воткнутый наподобие букета в высокий вазон, который никого или почти никого не видит, но как минимум существует; и это Уорм (Червь), полностью неприспособленный человек, неразвитое сознание, некогда пробуждённое и с тех пор наблюдающее.
Беккет идёт ещё дальше в проблематике жизни, того, чем она является, признаков её наличия или отсутствия. Главного героя «Безымянного» можно увидеть логическим продолжением, окончанием эволюции предыдущих персонажей (Моллоя, Морана, Мэлона).

## Критика
Эдит Фурнье о романе: «Так же, как Данте бредёт из круга в круг, чтобы достичь своего Ада или Рая, и Сэмюэл Беккет помещает каждого из трёх главных героев романов трилогии… в свой определённый круг, чтобы они, возможно, достигли небытия, к которому стремятся. От одного романа к другому этот круг всё более и более сокращается в диаметре».
Морис Бланшо писал в «Книге будущего» (1963 г.): «Может быть мы держим в руках не книгу, может быть это больше, чем книга, свободная от динамики, от которой происходят все книги; с этой отправной точки, в которой, несомненно, произведение запутывается, разрушается, которая укрепляет в нём бесконечное бездействие, но с которой ему нужно также поддерживать связь, с каждым разом всё более слабую, рискуя обратиться в ничто, остаётся только исчерпать бесконечность, которая обречена быть „Безымянным“».
Роман был включён в список 100 лучших книг всех времён по версии Норвежского книжного клуба, который для составления списка провёл опрос 100 писателей по всему миру.